# Anna Bogali
Anna Bogali (n. 12 iunie 1979, Vozhega⁠(d), RSFS Rusă, URSS) este o biatlonistă ce a reprezentat Rusia, medaliată olimpică. A participat la 3 ediții ale Jocurilor Olimpice (2002, 2006, 2010) în care a câștigat două medalii de aur.